# Заселска скакля
Вижте пояснителната страница за други значения на Скакля.
Заселска скакля, Вазова скакля или по-известен само като Скакля, е водопад край село Заселе (недалеч от с. Гара Бов), община Своге.
Намира се в Стара планина, разположен е на река Скакля, ляв приток на Искър. Висок е 85 m.
Под него минава известната Вазова пътека. Наблизо е и скалата, наречена Злия камък, от която Вазовият герой дядо Йоцо е „гледал“ със слепите си разплакани очи първия влак по Искърското дефиле, символ на Нова България.